# 小山田信有 (桃隠)
小山田 信有（おやまだ のぶあり、? - 永禄8年8月20日（1565年9月14日）?）は、戦国時代の武将。甲斐武田氏家臣で譜代家老衆。甲斐東部郡内地方の国衆である小山田氏当主。
幼名は鶴千代丸で、通称は弥三郎。父は出羽守信有。次代の小山田信茂（左兵衛信茂、幼名は藤若丸で通称は弥五郎か）と同一人物とされていたが、近年は別人で信茂の兄にあたることが指摘されている。妻は存在したと見られるが不詳。

## 生涯

### 出生から家督相続

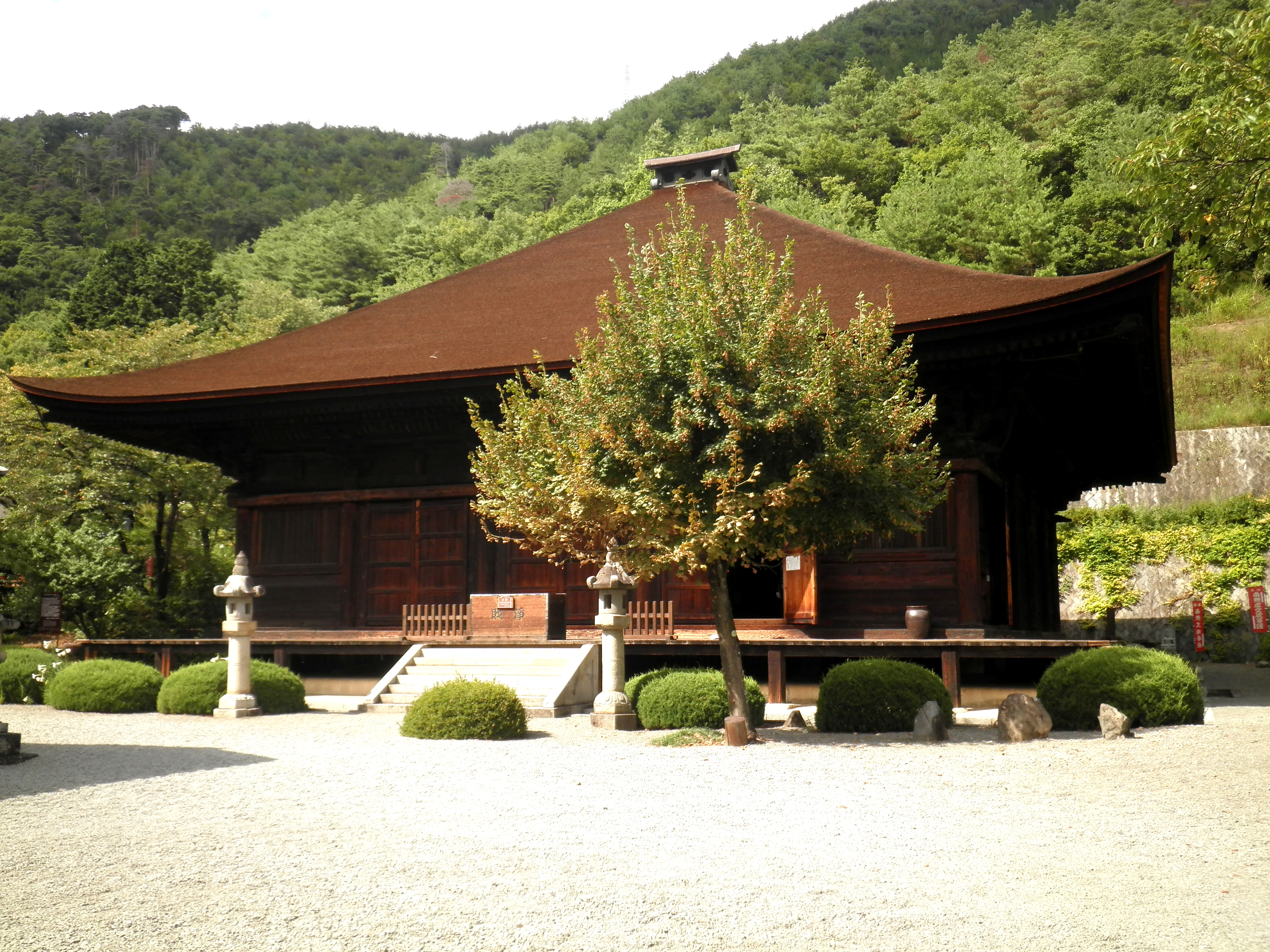
大善寺本堂

小山田氏は弥三郎信有の祖父にあたる越中守信有期に甲斐守護・武田氏に従属する。父の出羽守信有は武田晴信（信玄）の信濃侵攻において活躍するが、天文19年（1550年）8月29日の信濃国衆村上義清の拠る戸石城攻めでは敗退したという。
天文19年には武田宗家による柏尾山大善寺（甲州市勝沼町）の修築が行われており、同年3月に父の出羽守信有は「鶴千代丸」「藤乙丸」に二子を連れ大善寺を参詣し勧進延年舞を奉納している。同文書に拠れば両人は12歳の同年で、鶴千代丸は惣領（長男）と記されている点から弥三郎信有に、「藤乙丸」は信茂に比定される。これが弥三信有の初見資料となる。天文19年（1550年）に12歳とされる点から両人は天文8年（1539年）出生となるが、弥三郎信有は永禄5年（1562年）5月の願文で「廿三」と記しており、天文9年（1540年）出生とも考えられている。
父・出羽守信有は病床にあったと言われ、『勝山記』に拠れば翌天文20年（1551年）11月に弥三郎信有は信濃平瀬城（長野県松本市）への番勢派遣を命じられ、被官衆を派遣している。『勝山記』に拠れば翌天文21年（1552年）正月23日に出羽守信有は死去し、家督相続・元服したと考えられている。弥三郎信有は出羽守信有が病床にあった時期から当主代行を務めていたと考えられているが、当初は別の実名を名乗り、出羽守信有の没後に「信有」と改名したと考えられている。

### 家督相続後の活動
『高白斎記』に拠れば天文21年（1552年）正月6日には武田晴信生母の大井夫人が死去し、弥三郎信有は武田家被官として最初に焼香を行っている。
武田氏はこのころ駿河今川氏、相模後北条氏との婚姻同盟を進めていたが、小山田氏は後北条氏との取次を務めており、弥三郎信有も北条・今川との外交に携わっている。『勝山記』に拠れば、天文21年11月には武田晴信嫡男・義信の今川義元娘との婚礼が行われており、弥三郎信有も出席している。『高白斎記』に拠れば翌天文22年には縁組に関する後北条氏の使者が甲府を訪れており、応対をしている。
『勝山記』に拠れば、天文23年（1554年）12月に晴信娘（黄梅院）が北条氏康嫡男の氏政に輿入れ、際弥三郎は相模小田原（神奈川県小田原市）まで供奉し、蟇目役（ひきめやく）を務めている（『勝山記』）。こうして弥三郎信有は甲相同盟の成立に携わり、後北条氏の分限帳である小田原衆所領役帳には他国衆として弥三郎、弥五郎の名が記されている。「弥三郎」は弥三郎信有に、「弥五郎」は信茂に比定されるが、武田氏の従属国衆である小山田氏が後北条氏から知行を受けている点には議論があり、取次として交渉大名から取次給を与えられたとも考えられている。
『甲陽軍鑑』に拠れば、天文16年（1547年）には信濃海野平において武田氏と越後の長尾景虎（上杉謙信）が衝突し、「小山田左兵衛尉」が先陣を務めてとしている。実際に第一次川中島の戦いは天文22年（1553年）9月に北信濃で発生した出来事で、「左兵衛尉」の官途名は小山田信茂のものであるが、『甲陽軍鑑』では弥三郎信有を指して用いられていることが指摘される。
永禄4年（1561年）4月には甲相同盟に基き、信玄から越後上杉氏の上野国（群馬県）出兵に際して援軍を準備するよう命じられている。同年9月には第四次川中島の戦いが発生する。『勝山記』に拠れば第四時川中島において弥三郎信有は参陣せず、援軍のみを派遣したという。『甲陽軍鑑』では弥三郎信有が参陣しているよう記しているがこれは誤りであることが指摘されるが、『勝山記』では小山田隊は「ヨコイレ」（側面攻撃）を務めたとしている。永禄5年（1562年）には冨士御室浅間神社に願文を奉納しており、病気平癒を祈願している。
永禄4年（1561年）から永禄7年（1564年）を境に文書・記録資料においても見られなくなり、永禄8年（1565年）8月20日に病死したという（高野山引導院日牌帳）、享年26。弥三郎信有の命日に関して『引導院日牌帳』では永禄8年8月20日としているが、高野山死院の供養帳に記載された日付は命日でなく追善供養の依頼日である可能性が指摘されている。

### 発給文書と内政
小山田氏は出羽守信有期から郡内領における発給文書が伝存しており、「月定」（げってい）の方形単廊朱印を家印としている。弥三郎信有は2008年時点で家督相続後に発給文書22通、受給文書7通が伝存しているほか、伝存しない副状（そえじょう）1通の存在が想定されている。
弥三郎発給文書の初出文書は天文22年7月6日に発給された小田原商人に対し伝馬手形で、花押と「月定」を用いる出羽守信有以来の様式を踏襲しており、花押と朱印のみで実名の署名がないことが初期の発給文書の特徴とされる。
天文23年9月25日付の判物では、都留郡一帯に対し富士山北室の籠所上葺のための勧進を命じており、都留郡一帯に対して領主権を行使し、はじめて「信有」の署名が用いられている点が注目されている。
弘治2年には都留郡における被官改めを実施し、小山田氏家老の小林尾張守と上吉田（富士吉田市上吉田）の上吉田衆との間で相論が発生する。上吉田衆は谷村で訴訟を起こすが、裁許を出さない信有に対し、甲府へ赴き武田晴信に直訴し、晴信は上吉田衆の訴えを認める裁許を下した。
同時期には下吉田（富士吉田市下吉田）でも小山田氏家老・小林和泉守に対する相論が発生し、下吉田衆は同様に甲府の晴信に対して直訴する。信有は晴信に懇願して自身による裁許を求め、小林和泉守の対面を保ちつつも下吉田衆の訴えを認める裁許を下した。このふたつの相論は武田氏の郡内領への介入を示す事例であるが、相論は若年の信有が家老・小林氏に対する訴えを処理する難しい裁許であり、信有は武田氏に対して助力を求め、武田氏の郡内領への介入も受動的であったとする評価がある。

## 関連作品
- 風林火山（2007年、NHK大河ドラマ、演：浅利陽介）